# 梅爾巴半島
梅爾巴半島是南極洲的半島，位於瑪麗皇后地，由澳大利亞探險家率領的探險隊發現，以探險隊的資助人命名，現時由南極條約體系管理。
66°31′S 98°18′E / 66.517°S 98.300°E